# وكر الذئب

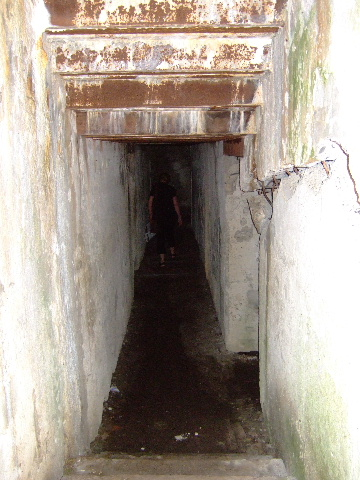
ممرات تحت مقر الفوهرر.

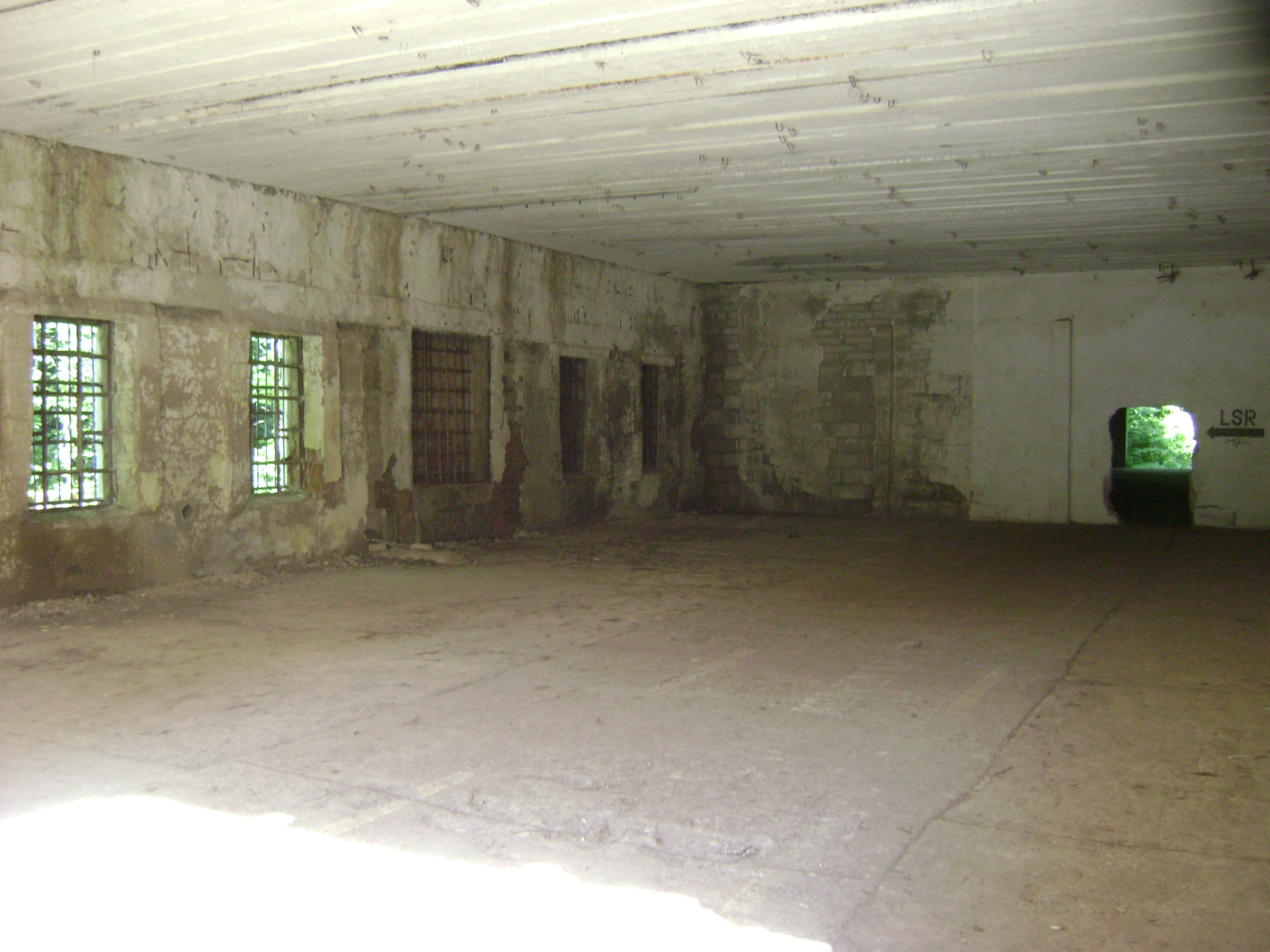
إحدى قاعات إجتماعات الجنود

وكر الذئب أو جحر الذئب هو اسم يطلق على مقر هتلر أثناء الحرب العالمية الثانية  والذي أدار منه المعارك الحربية أثناء الحرب، ولقد اتخذه هتلر مقراً لهُ بداية من 23 يونيو 1941.
ويقع في غابة قرب قرية فورست غورليتز (غيرلوز حاليا)، الواقعة على مسافة 5 كم شرقي مدينة رستنبورج الصغيرة، في غابة من غابات بروسيا الشرقية، والآن في كيترزن بولندا). يتألف من سلسلة من الحصون والمنازل ذات أسقف مغطاة بالعشب في الغابات الكثيفة التي تحميها دوائر عديدة من الأسلاك الشائكة، وحقول الألغام والمواقع الدفاعية. وقد استخدم من قبل أحد المطارات القريبة.